# Mauricio Toulumsis
Mauricio Toulumsis (Ciudad de México, 5 de abril de 1965 - Puebla de Zaragoza, 2 de enero de 2013) fue un pintor mexicano de ascendencia griega, con un estilo surrealista, autodidacta. Estudió Arquitectura. Su obra busca el sentido de la respuesta universal a la muerte y el cuestionamiento humano existencial. Ha expuesto su obra en Ciudad de México, Monterrey, Chicago, Los Ángeles y Nueva York. 
- Datos: Q6007101